# GDP-マンノース-3,5-エピメラーゼ
GDP-マンノース-3,5-エピメラーゼ(GDP-mannose 3,5-epimerase、EC 5.1.3.18)は、以下の化学反応を触媒する酵素である。
GDP-マンノース{\displaystyle \rightleftharpoons }GDP-L-ガラクトース
従って、この酵素の基質はGDP-マンノースのみ、生成物はGDP-ガラクトースのみである。
この酵素は異性化酵素、特に炭水化物及びその誘導体に作用するラセマーゼ、エピメラーゼに分類される。系統名は、GDP-マンノース-3,5-エピメラーゼ(GDP-mannose 3,5-epimerase)である。	この酵素は、アスコルビン酸及びアルダル酸の代謝に関与している。

## 構造
2007年末時点で、4つの構造が解明されている。蛋白質構造データバンクのコードは、2C54、2C59、2C5A、2C5Eである。